# Zwischenfälle in Ost-Berlin Pfingsten 1987
Die Zwischenfälle in Ost-Berlin waren Proteste von Jugendlichen am 7. und 8. Juni 1987 und Übergriffe von der Volkspolizei und zivilen Sicherheitskräften gegen diese.

## Vorgeschichte
Spätestens seit 1980 wurden vor dem Reichstagsgebäude in West-Berlin Rockkonzerte und andere Großveranstaltungen durchgeführt, die auch in Ost-Berlin hinter der Mauer zu hören oder zu sehen sein sollten. Dazu gehörten ein Konzert von Ideal und Barclay James Harvest 1980 und ein spektakuläres Feuerwerks-Konzert von André Heller 1984.
Zur 750-Jahr-Feier wurde für das Pfingstwochenende 1987 mehrere bekannte Bands eingeladen.

## Concert for Berlin
Am 6. Juni spielten New Model Army und danach David Bowie, am 7. Juni Bruce Hornsby und danach Eurythmics sowie am 8. Juni Paul Young und danach Genesis. Die Konzerte begannen (wahrscheinlich) gegen 19 Uhr und gingen etwa bis Mitternacht. Die Karten kosteten 50 DM für alle drei Tage zusammen. Es kamen jeweils etwa 60.000 Besucher, die Stimmung war friedlich.
Einige Lautsprecher wurden extra in Richtung Osten ausgerichtet. Die Konzerte wurden live in RIAS 2 übertragen, was in dieser Form ungewöhnlich war. Es wurde von den Bands aber genehmigt, damit Zuhörer in der DDR diese mithören konnten.

## Ereignisse in Ost-Berlin

### 6. Juni 1987
Am Sonnabend, den 6. Juni kamen mehrere hundert junge Menschen in die Nähe der Mauer und versuchten, von dem Konzert etwas mitzubekommen. Einige hörten die Musik aus mitgebrachten Kofferradios, die Stimmung war ruhig. Die Polizei holte einige Jugendliche von umstehenden Gebäuden und Ruinen, ansonsten schritt sie nicht ein.

### 7. Juni 1987
Am Pfingstsonntag, den 7. Juni bildete die Volkspolizei eine Absperrung Unter den Linden etwa 300 Meter östlich der Otto-Grotewohl-Straße (jetzt Wilhelmstraße) und eine weitere kurz vor der Kreuzung zur Otto-Grotewohl-Straße, sowie im umliegenden Nebenstraßen,..
Trotzdem gelang es einigen Jugendlichen, durch Sträucher, Baulücken und andere unbeobachtete Stellen  in die Nähe der Mauer zu gelangen. Dort war das Konzert gut zu hören, da der Wind günstig stand. Die Polizei kontrollierte die Ausweise von zahlreichen  Jugendlichen und notierte ihre Personalien.
Im Verlauf des Abends wurde die Stimmung vor den Absperrketten gereizter, es gab Rufe wie Gorbatschow und die Mauer muss weg und Schmährufe auf die Polizisten. Zivile Einsatzkräfte und Polizisten griffen sich einzelne Jugendliche heraus und brachten sie zu Polizeifahrzeugen, mit denen sie weggefahren wurden. Dieses heizte die  Stimmung bei den Anwesenden weiter an. Zu dieser Zeit waren über tausend Personen in diesem Bereich.
Erst nach Mitternacht löste sich die Menschenmenge langsam auf.

### 8. Juni 1987
Am Pfingstmontag wurden alle Zugänge östlich der Friedrichstraße durch die Volkspolizei abgesperrt. Durch die Berichterstattung in den westlichen Medien über die Ereignisse am Vortag kamen nun auch Ältere, die sich die Situation anschauen wollten. Vor den Absperrungen sammelten sich mehrere tausend Menschen. Etlichen Jugendlichen gelang der Durchbruch durch die Polizeiketten, sodass sie sich dahinter Unter den Linden befanden. Die Stimmung war empört, aber gewaltfrei.
Die Jugendlichen hinter der Absperrung wurden nun von Polizeieinheiten eingekesselt, wobei es zeitweise die Möglichkeit gab, sich durch eine Gasse aus diesem zu entfernen, was aber nur wenige nutzten. Dann begannen wieder zivile Eingreifgruppen einzelne Jugendliche aus der Menge herauszugreifen. Sie schlugen sie mit Fäusten, traten teilweise auf sie ein, wenn sie am Boden lagen und zogen einige an den Füßen über die Straße, dass man das Aufschlagen des Kopfes aus das Straßenpflaster hören konnte.
Die Reaktionen der Umstehenden waren wütend. Einige zivile Einsatzkräfte mischten sich zwischenzeitlich unter die eingekesselte Menge und begannen dort das Deutschlandlied zu singen und Deutschland ist eins zu rufen. Dieses sollte offenbar danach als Vorwand für die Übergriffe der Sicherheitskräfte verwendet werden, es wurde aber von den Umstehenden abgelehnt.
An diesem Tag wurden zwischen 50 und 150 Jugendliche festgenommen.

## Reaktionen
In den westlichen Medien wurde ausführlich über diese Ereignisse berichtet. Die DDR-Nachrichtenagentur ADN und die Zeitungen leugneten  in den nächsten Tagen aber sämtliche Übergriffe und bezeichnete sie als Hirngespinste westlicher Journalisten. Es habe keine Verhaftungen gegeben (wobei es einen rechtlichen Unterschied zwischen Verhaftungen und Festnahmen in der DDR gab).
Mehrere Augenzeugen schrieben ihre Beobachtungen auf, einer konnte in der ARD über die Geschehnisse berichten. Eine Dokumentation 6., 7., 8. Juni – intern wurde später in einigen Exemplaren angefertigt und eines an den Berliner Bischof Gottfried Forck übergeben, damit dieser darüber mit staatlichen Vertretern reden konnte.
Für viele anwesende Jugendliche waren die brutalen Übergriffe der Sicherheitsorgane, besonders der zivilen Einsatzgruppen schockierend. Für sie wurde ein Widerspruch  zwischen den Behauptungen, die DDR setze sich für das Wohl der Bevölkerung ein und fördere die Jugend, und diesen Erlebnissen sichtbar. Für einige wurden noch bestehende Illusionen von einer menschenwürdigen Gesellschaft zerstört.

## Nachwirkungen
Die Freie Deutsche Jugend (FDJ) begann nun, eigene Großkonzerte mit bekannten Westbands zu organisieren. So trat bereits im August die britische Band Barclay James Harvest in Ost-Berlin vor etwa 45.000 Zuschauern auf und im September Bob Dylan vor etwa 100.000 Zuschauern. Für die Tage des nächsten Konzertmarathons vor dem West-Berliner Reichstag im Juni 1988 wurden attraktive Open-Air-Konzerte auf der entfernten Weißenseer Radrennbahn in der Friedenswoche der Berliner Jugend organisiert.
Die zivilen Eingreifgruppen der Sicherheitsorgane wurden bei den Demonstrationen in Ost-Berlin im Oktober 1989 wieder aktiv, wo sie auf die gleiche Weise einzelne Personen aus der Menge herausgriffen und abführten.